# Ладислав Постум
Ладислав Постум (Посмертный; лат. Ladislaus Postumus, нем. Ladislaus Postumus, чеш. Ladislav Pohrobek, венг. Utószülött László; 22 февраля 1440, Комаром—23 ноября 1457, Прага) — король Богемии с 19 октября 1453 (коронация 28 октября 1453), король Венгрии с 15 мая по 17 июля 1440 (1-й раз) (коронация 15 мая 1440) и с 30 мая 1445 (2-й раз) (под именем Ласло V), герцог Австрийский с 22 декабря 1440 (с 1453 — эрцгерцог), последний представитель Альбертинской линии династии Габсбургов.

## Молодые годы
Ладислав был сыном австрийского герцога и короля Германии, Чехии и Венгрии Альбрехта II и Елизаветы (Эржебет) Люксембургской, дочери императора Сигизмунда. Он родился спустя четыре месяца после неожиданной смерти своего отца от дизентерии (прозвище Ладислава — «Постум» — на латыни значит «Посмертный»), и, как единственный сын Альбрехта II, унаследовал престол герцогства Австрии. Опекуном юного герцога и новым королём Германии и императором Священной Римской империи стал его родственник Фридрих III, герцог Внутренней Австрии.
Мать Ладислава, королева Елизавета, немедленно после рождения (в мае 1440 года) организовала его коронацию королём Венгрии. В этом её поддержала прогабсбургская партия венгерских баронов во главе с Ульриком Циллеи. Однако большинство дворянства высказалось в пользу другого кандидата — польского короля Владислава III, который мог возглавить борьбу с турецкой угрозой и вскоре был тоже коронован под именем Уласло I. В Венгрии развернулась гражданская война между двумя партиями. Победу одержали сторонники Уласло I, однако Фридриху III удалось закрепиться в западновенгерских городах, а Ян Искра именем Ладислава захватил значительную часть Северной Венгрии (Словакии). Королеве-матери также удалось вывезти из страны корону Святого Стефана и другие венгерские королевские регалии, которые были переданы Фридриху III, как опекуну Ладислава.
В Чехии Ладислав был практически сразу признан королём, однако здесь также развернулась борьба за власть между двумя группировками дворян: католиками южной части страны и гуситами-чашниками востока. Королевские органы власти в Чехии практически перестали действовать, все попытки Фридриха установить свою власть именем опекаемого Ладислава провалились. С 1444 года во главе чешских чашников встал Йиржи из Подебрад, которому, опираясь на города и среднее дворянство, удалось разбить противостоящую ему партию католиков и в 1448 году взять Прагу.

## Период регентств
В 1444 году венгерский король Уласло I погиб в битве под Варной. Это вызвало новый всплеск борьбы за власть. В качестве компромисса в 1445 году королём был признан Ладислав (Ласло V), при условии, что Фридрих III освободит своего внучатого племянника и вернёт венгерские королевские регалии. Фридрих отказался это сделать. В результате в 1446 году регентом Венгрии был избран Янош Хуньяди, талантливый военачальник, немедленно развернувший борьбу с турками, совершавшими набеги на южные рубежи государства. В Чехии в 1450 году регентом (земским правителем) был избран Йиржи из Подебрад. Фридрих III сохранил за собой лишь собственно Австрийское герцогство, продолжая удерживать Ладислава на положении пленника.
Начиная с 1451 года началось усиленное давление на Фридриха III с требованием освободить Ладислава. В 1452 году против Фридриха восстало австрийское дворянство, которое заключило союз с венграми и чехами. Восставшие потребовали освобождения короля и возврата королевских регалий. Фридрих был вынужден уступить.

## Правление в Венгрии
В 1453 году государственное собрание Венгрии вновь признало Ладислава королём. Впервые после смерти Альбрехта II в стране появился государь, признаваемый всеми партиями. Была объявлена амнистия, прощены лица, сражавшиеся на стороне Уласло I. Однако королю было лишь тринадцать лет, поэтому фактическим правителем страны стал Ульрик Циллеи, словенский граф, противник Яноша Хуньяди. Несмотря на это последний сохранил своё влияние во внешней политике и продолжил походы на турок. В 1456 году небольшое войско Хуньяди разгромило армию Османской империи под Белградом, на долгое время ликвидировав непосредственную турецкую угрозу Венгрии. Но в том же году Хуньяди скончался. Его старший сын и наследник Ласло выступил против Ульрика Циллеи и убил его. Несмотря на то, что смерть Циллеи означала присоединение Габсбургами его обширных владений в Крайне, Каринтии и Славонии, Ладислав арестовал в начале 1457 года Ласло Хуньяди и казнил его. В ответ в Венгрии вспыхнуло восстание сторонников клана Хуньяди, а король был вынужден бежать в Прагу.

## Правление в Чехии и смерть
Несмотря на то, что уже в 1453 году Ладислав был коронован королём Чехии, фактическим правителем страны оставался Йиржи из Подебрад. Последний проводил политику по укреплению центральной власти и подавлению мятежей аристократов. В 1453—1454 годах сейм Чешского королевства принял ряд постановлений, направленных на урегулирование отношений крестьян с феодалами, судебных процедур и ликвидацию почвы для сепаратизма и восстаний баронов. Начались переговоры о браке Ладислава с Магдаленой Валуа, дочерью французского короля Карла VII. Когда в 1457 году Ладислав вновь прибыл в Прагу, спасаясь от восстания венгерских магнатов, он начал подготовку к свадьбе. Однако в ноябре король неожиданно заболел и спустя три дня скончался. Выдвигались предположения об отравлении Ладислава по приказу Йиржи из Подебрад, который позднее стал королём Чехии, однако современные исследования чешского доктора антропологии Эмануэла Влчека показали, что Ладислав был болен лейкемией — болезнью, неизвестной средневековым врачам.
Филипп де Коммин пишет так о его смерти:
«король Ланцелот был отравлен в Праге одной женщиной из приличного добропорядочного дома<…>. Король и она были влюблены друг в друга, и она была возмущена тем, что он собрался жениться во Франции на дочери короля Карла VII, ныне являющейся принцессой Вианской, ибо это означало, что он отказывается от того, что ей обещал. Она отравила его в ванне, дав съесть яблоко, разрезанное ножом, смазанным ядом.»
Смертью Ладислава Постума завершилась неудачей первая попытка объединения центральноевропейских государств, предпринятая императором Священной Римской империи Сигизмундом Люксембургским — если в Австрии сохранилась власть Габсбургов, то в Венгрии и Чехии были избраны национальные короли, что привело к обособлению каждого из этих государств. Впрочем, следующая попытка объединения последовала достаточно скоро, но уже со стороны нового короля Венгрии Матьяша I Корвина, остро ощущавшего надвигающуюся турецкую угрозу — однако и он не успел завершить начатое из-за весьма ранней, неожиданной смерти. Разобщённость Центральной Европы имела фатальные последствия — новое объединение было достигнуто лишь в 1526 году Габсбургами, однако это произошло ценой гибели Венгерского королевства в боях с Османской империей.

## Брак и дети
Ладислав Постум не был женат и детей не имел. Его наследником в Австрии стал его родственник Фридрих V. Со смертью Ладислава угасла Альбертинская линия дома Габсбургов и австрийские земли были вновь объединены под властью одного правителя.